# Steven Tweed
Steven Tweed (* 8. August 1972 in Edinburgh) ist ein ehemaliger schottischer Fußballspieler.

## Karriere
Tweed begann seine Karriere 1991 beim Erstligisten Hibernian Edinburgh. 1994 erreichte er mit dem Verein das Finale des Scottish League Cup. 1995 wurde er mit dem Verein Tabellendritter der Premier Division. Von 1996 bis 1998 spielte er beim griechischen Ionikos Nikea und englischen Stoke City. 1998 kehrte er nach Schottland zurück. Hier spielte er bis 2001 für FC Dundee, bestritt 76 Erstligaspiele und schoss dabei vier Tore. 2001 unterschrieb er einen Vertrag beim deutschen Zweitligisten MSV Duisburg. 2004 wechselte er zum japanischen Zweitligisten Yokohama FC, bestritt 83 Zweitligaspiele und schoss dabei acht Tore. 2006 kehrte er nach Schottland zurück. Hier spielte er bis 2011 für FC Livingston, FC East Fife, FC Montrose und Broughty Athletic.